# Neculăieuca
Neculăieuca è un comune della Moldavia situato nel distretto di Orhei di 1.223 abitanti al censimento del 2004